# Suffocating Under Words of Sorrow (What Can I Do)
«Suffocating Under Words of Sorrow (What Can I Do)» (укр. Задихаючись під словами горя (Що я можу зробити?)) — це другий сингл валлійського металкор-гурту Bullet for My Valentine, з їх дебютного альбому «The Poison». Продюсером виступив Колін Річардсон.

## Про сингл
Реліз синглу відбувся 19 вересня 2005 року на лейблі Visible Noise у Великій Британії. Сингл має три офіційні релізи: перший — на CD диску, другий і третій на грамофонній (вініловій) платівці, а також два з трьох релізів включають у себе живі версії пісень з альбому «The Poison».
Пісня досягла 40 місця у британському чарті синглів та 2 місця у британському чарті рок та метал синглів. Також пісня увійшла до саундтреку фільму «Пила 3».

## Список композицій
| Promo CD (Special Radio & DJ Edit, Red Cover) | Promo CD (Special Radio & DJ Edit, Red Cover)                         | Promo CD (Special Radio & DJ Edit, Red Cover) |
| #                                             | Назва                                                                 | Тривалість                                    |
| --------------------------------------------- | --------------------------------------------------------------------- | --------------------------------------------- |
| 1.                                            | «Suffocating Under Words of Sorrow (What Can I Do)» (Радіо версія)    | 3:39                                          |
| 2.                                            | «Suffocating Under Words of Sorrow (What Can I Do)» (Альбомна версія) | 3:29                                          |
| Загальна тривалість 7:08                      |                                                                       |                                               |

| CD (Червона обкладинка)  | CD (Червона обкладинка)                             | CD (Червона обкладинка) |
| #                        | Назва                                               | Тривалість              |
| ------------------------ | --------------------------------------------------- | ----------------------- |
| 1.                       | «Suffocating Under Words of Sorrow (What Can I Do)» | 3:39                    |
| 2.                       | «Spit You Out» (Наживо з Cardiff Barfly)            | 4:15                    |
| Загальна тривалість 7:54 |                                                     |                         |

| Пластинка 1 (Синя обкладинка) | Пластинка 1 (Синя обкладинка)                       | Пластинка 1 (Синя обкладинка) |
| #                             | Назва                                               | Тривалість                    |
| ----------------------------- | --------------------------------------------------- | ----------------------------- |
| 1.                            | «Suffocating Under Words of Sorrow (What Can I Do)» | 3:39                          |
| 2.                            | «Room 409» (Наживо з Cardiff Barfly)                | 4:00                          |
| Загальна тривалість 7:39      |                                                     |                               |

| Пластинка 2 (Зелена обкладинка) | Пластинка 2 (Зелена обкладинка)                     | Пластинка 2 (Зелена обкладинка) |
| #                               | Назва                                               | Тривалість                      |
| ------------------------------- | --------------------------------------------------- | ------------------------------- |
| 1.                              | «Suffocating Under Words of Sorrow (What Can I Do)» | 3:39                            |
| Загальна тривалість 3:39        |                                                     |                                 |

## Учасники записи
Інформація про учасників запису запозичена з сайту AllMusic:
- Меттью Так — провідний вокал, ритм-гітара
- Майкл Педжет — провідна гітара, бек-вокал
- Джейсон Джеймс — бас-гітара, вокал
- Майкл Томас — ударні